# Elecciones provinciales de Tucumán de 1991
Las elecciones generales de la provincia de Tucumán de 1991 tuvieron lugar el 8 de septiembre con el objetivo de restaurar las instituciones provinciales constitucionales luego de la intervención federal realizada por el gobierno de Carlos Menem contra el gobierno de José Domato el 18 de enero del mismo año.
Antes de la intervención, de la que estuvo a cargo del justicialista Julio César Aráoz, se había realizado una reforma constitucional en 1989 por medio de una Convención Constituyente que eliminó el sistema de Colegio Electoral Provincial (vigente desde 1906 y por el que había resultado electo Domato a pesar de haber recibido menos votos que su contrincante), estableciéndose un sistema de escrutinio mayoritario con la provincia como único distrito para la elección de gobernador y vicegobernador; y abolió el Senado provincial, reemplazándola con una legislatura unicameral de 40 diputados elegida mediante representación proporcional con ley de doble voto simultáneo (o ley de lemas).
La Unión Cívica Radical (UCR), que había quedado en primer lugar en los comicios de 1987 pero sin los suficientes electores para consagrar a un gobernador, presentó a Rubén Chebaia nuevamente como candidato, con José Ignacio García Hamilton como compañero de fórmula. Por iniciativa de Menem, el Partido Justicialista (PJ), oficialista antes y durante la intervención, presentó al popular cantante Ramón Palito Ortega para la gobernación con Julio César Díaz Lozano para vicegobernador. El recientemente fundado Fuerza Republicana (FR), que había tenido un notable desempeño en las elecciones de convencionales constituyentes y se había desprendido de Defensa Provincial - Bandera Blanca, presentó a Antonio Domingo Bussi, el exgobernador de facto durante la dictadura militar autodenominada Proceso de Reorganización Nacional, para gobernador, con Alberto Raúl Germanó como compañero de fórmula. Con la popularidad de Bussi en ascenso, se esperaba una dura contienda entre él y Ortega por la gobernación.
Tras realizarse los comicios, Ortega efectivamente obtuvo una ajustada victoria con el 50.55 % de los votos contra el 44.03 % obtenido por Bussi. La polarización entre ambos candidatos se tradujo en un considerable debilitamiento de la UCR, que se vio desbancada de su posición de principal opositor y obtuvo solo el 4.16 % de los votos, una notoria reducción con respecto al 33 % obtenido en 1987. En el plano legislativo, el PJ obtuvo 20 de los 40 escaños provinciales contra 18 de Fuerza Republicana y 2 de la UCR.

## Antecedentes
Con la restauración de la democracia en 1983, Tucumán retornó al sistema de Colegio Electoral para elegir al gobernador, resultado electo por tercera vez Pedro Fernando Riera, del Partido Justicialista. Al finalizar su mandato, en 1987, el candidato justicialista José Domato ganó controvertidamente la gobernación a pesar de haber recibido menos votos que Rubén Chebaia, de la Unión Cívica Radical, luego de que los electores de Defensa Provincial - Bandera Blanca, que había llevado como candidato al exgobernador de facto Antonio Domingo Bussi; y del Frente de Acción Provinciana, que había presentado a Renzo Cirnigliaro, resolvieran votar por Domato en lugar de Chebaia. De este modo, la provincia se vio gobernada por un candidato que había quedado en segundo lugar y solo había recibido el 24.81% del voto popular, que debía enfrentar también una legislatura provincial de mayoría opositora. Durante el gobierno de Domato, el principal opositor fue Bussi, quien a pesar de estar acusado de graves violaciones a los derechos humanos, se vio beneficiado por la Ley de Punto Final sancionada en 1986.
En 1989 se realizaron elecciones de convencionales constituyentes con el objetivo de reformar la carta magna provincial debido, entre otras cosas, a la crisis provocada por la polémica victoria de Domato. En dichas elecciones el bussismo, representado por el partido recién fundado Fuerza Republicana, obtuvo una considerable victoria y se alzó con la mayoría en la Convención Constituyente. El justicialismo tucumano se encontraba muy dividido entre "renovadores" y los "cirnigliaristas", por lo que sus convencionales se retiraron rápidamente de la Convención y FR, con el apoyo de la Unión del Centro Democrático (UCeDé) y la Unión Cívica Radical (UCR), introdujo como reformas notables la unicameralidad de la legislatura, la prohibición de reelección en todos los cargos ejecutivos y legislativos, y la creación de un futuro Tribunal Constitucional, elegido por todos los jueces del Poder Judicial con facultades de declarar la inconstitucionalidad, con alcance general, de las leyes votadas por la legislatura provincial.
La provincia pasaba por una situación económica muy delicada al momento de la asunción de Domato, siendo el déficit del estado provincial la principal causa de la parálisis en la administración estatal. Debido a ello, desde 1985 la provincia había recurrido a la emisión de deuda pública mediante el sistema de emisión de una cuasi-moneda llamado "bono tucumano", con el cual se pagaban los sueldos estatales y los proveedores del estado, lo cual generó una deuda flotante. La situación se agravó con la llegada de Carlos Menem a la presidencia de la Nación. Domato se vio obligado a postergar indefinidamente los aumentos a los salarios de los empleados públicos, lo que causó huelgas en varias reparticiones. Ante esa situación, el presidente Menem decidió la intervención federal a la provincia, con lo que Domato fue dejado cesante el 18 de enero de 1991, casi once meses antes de terminar su mandato. La provincia quedó a cargo de Julio César Aráoz, que debió estabilizar la frágil economía tucumana y convocar a elecciones para el 8 de septiembre.

## Campaña
El peronismo debió reunificarse forzosamente con el objetivo de contrapesar a Bussi bajo la candidatura de Ortega, mientras que a nivel legislativo se presentaron alrededor de veinticuatro sublemas diferentes. Ortega se había presentado en gran medida como parte de una estrategia estrategia diseñada por el presidente Menem de convocar a personalidades sin antecedentes políticos, pero con gran popularidad como consecuencia de las actividades en otros ámbitos, cosa que se vio reflejada también en la elección del expiloto de Fórmula 1 Carlos Reutemann como gobernador de Santa Fe ese mismo año. El PJ y la UCR fueron los únicos partidos en presentar más de un sublema legislativo, con siete listas radicales para la legislatura provincial. Aunque se discutió inicialmente la posibilidad de que el radicalismo y el peronismo se aliaran bajo la candidatura de Ortega con el único fin de evitar la victoria de Bussi, la idea fue descartada por el Comité Provincial de la UCR debido a que Ortega no había sido elegido mediante una primaria de su partido.

## Resultados

### Gobernador y vicegobernador
|  | 50,55 % |

|  | 44,03 % |

|  | 4,16 % |

|  | 0,60 % |

|  | 0,16 % |

|  | 0,13 % |

|  | 0,13 % |

|  | 0,09 % |

|  | 0,08 % |

|  | 0,06 % |

|  | 97,86 % |

|  | 1,59 % |

|  | 0,55 % |

|  | 100 % |

|  | 74,55 % |

### Legislatura Provincial
|  | 24.08 % |

|  | 46.23 % |

|  | 19.27 % |

|  | 16.36 % |

|  | 7.14 % |

|  | 6.48 % |

|  | 4.85 % |

|  | 2.77 % |

|  | 2.64 % |

|  | 2.45 % |

|  | 2.22 % |

|  | 2.05 % |

|  | 2.03 % |

|  | 0.95 % |

|  | 0.93 % |

|  | 0.90 % |

|  | 0.86 % |

|  | 0.82 % |

|  | 0.79 % |

|  | 0.63 % |

|  | 0.62 % |

|  | 0.46 % |

|  | 0.42 % |

|  | 0.08 % |

|  | 0.00 % |

|  | 100.00 % |

|  | 43.60 % |

|  | 27.74 % |

|  | 6.68 % |

|  | 25.40 % |

|  | 17.68 % |

|  | 13.35 % |

|  | 5.97 % |

|  | 5.54 % |

|  | 4.32 % |

|  | 0.94 % |

|  | 100 % |

|  | 0.88 % |

|  | 0.47 % |

|  | 0.21 % |

|  | 100 % |

|  | 0.18 % |

|  | 0.15 % |

|  | 0.15 % |

|  | 100 % |

|  | 0.13 % |

|  | 0.10 % |

|  | 0.09 % |

|  | 92.69 % |

|  | 6.60 % |

|  | 0.71 % |

|  | 100.00 % |

|  | 74.55 % |

## Consecuencias
Tras finalizar el escrutinio, Ortega agradeció al pueblo tucumano por su voto y declaró: "hoy frustramos la creación de un partido militar". El interventor federal saliente, Aráoz, dijo estar aliviado por la derrota bussista, afirmando un supuesto complot internacional para reavivar acciones de grupos militares en contra de las democracias latinoamericanas. El 24 de octubre, cinco días antes de la asunción de las autoridades electas, Aráoz aprobó trece leyes que le facilitarían la gestión a Ortega, entre las que están la prórroga de la emergencia económica, modificación de la ley de ministerios, congelamiento de vacantes en el Estado y la del presupuesto.
Por su parte, Bussi no reconoció el resultado y denunció un supuesto fraude electoral cometido por el gobierno interventor justicialista. Poco después, Fuerza Republicana impugnó los resultados ante la Junta Electoral Central, solicitando su anulación, pero su petición fue desestimada rápidamente. De este modo, Ortega asumió la gobernación de Tucumán el 29 de octubre, al mismo tiempo que los diputados provinciales electos.